# Корпуле
Корпуле (словен. Korpule) — поселення в общині Шмарє-при-Єлшах, Савинський регіон, Словенія. 
Висота над рівнем моря: 271,7 м.